# Emine Erdoğan
Pour les articles homonymes, voir Erdoğan.
Emine Erdoğan, née Emine Gülbaran le 21 février 1955 à Üsküdar (Istanbul), est l'épouse du président de la république de Turquie Recep Tayyip Erdoğan et à ce titre Première dame de Turquie.

## Biographie
Ses parents viennent de la région de Siirt, au sud-est de la Turquie. Elle grandit à Istanbul dans le district ultra-conservateur de Fatih, dans une famille pieuse et modeste de cinq enfants dont elle est la benjamine. Elle aurait étudié à l'école d'art Mithat Pasa Aksam mais n'est pas titulaire d'un diplôme.
En 1977, elle rencontre Recep Tayyip Erdoğan lors d'un meeting du parti islamiste Selamet, alors qu'elle militait au sein d'une organisation féminine proche, l'Association des femmes idéalistes (mouvement proche des Loups gris).
Ils se marient le 4 juillet 1978 lors d'une cérémonie religieuse et deviennent parents de deux fils et de deux filles : Ahmet Burak (1979), Necmettin Bilal (1980), Esra (1981) et Sümeyye Erdoğan (1985). Ses deux filles sont voilées comme leur mère et ont suivi leurs études aux États-Unis – le voile étant interdit dans les universités turques à l'époque de leur scolarisation.

## Première dame

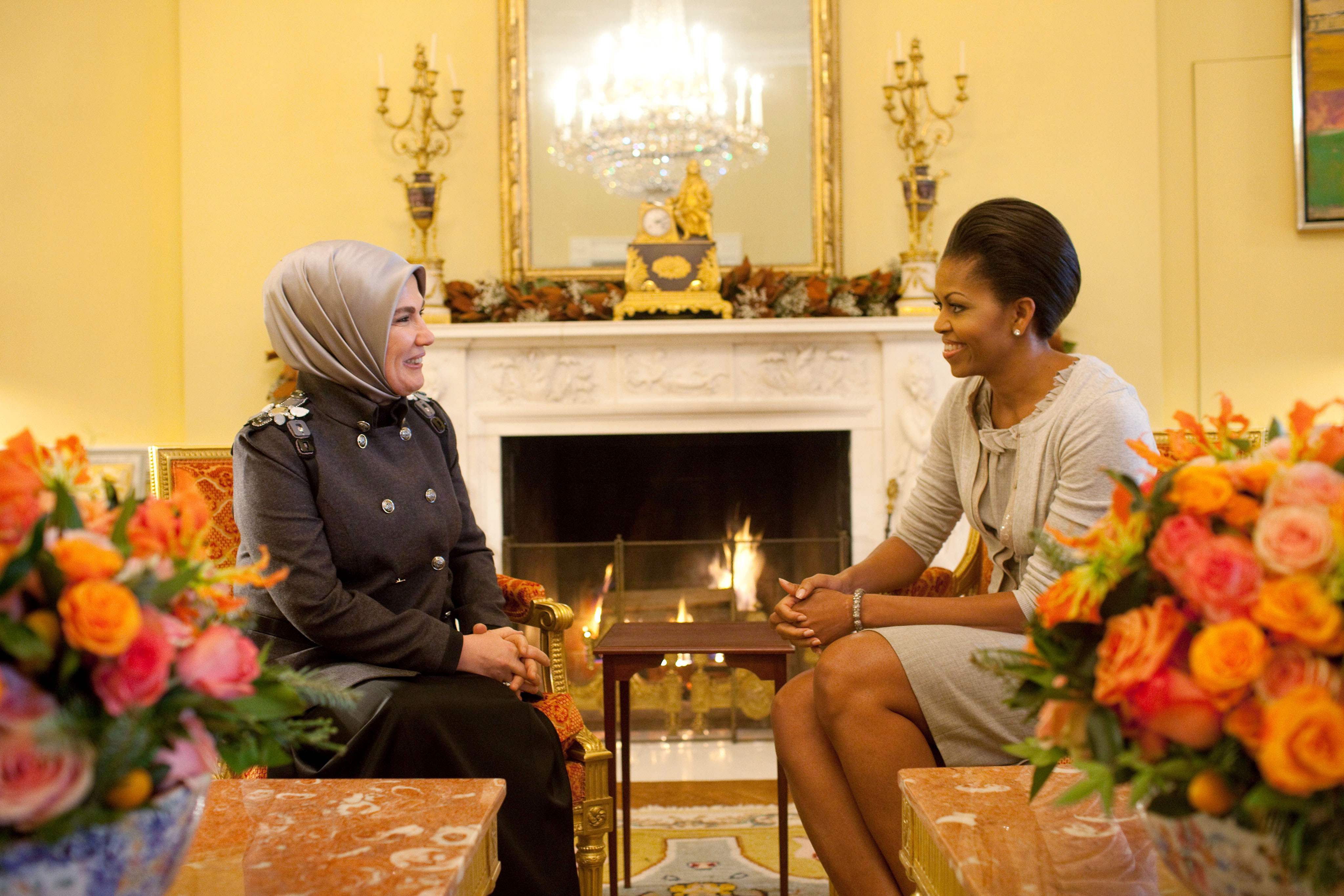
Emine Erdoğan avec la Première dame américaine Michelle Obama dans le Yellow Oval Room, à la Maison-Blanche, en 2009.

En tant que Première dame, elle soutient son mari dans son combat politique. Si elle accorde peu d'interviews, elle n'est cependant pas cantonnée à la sphère privée. Depuis que son mari est devenu Premier ministre en 2003 puis président en 2014, elle participe à des meetings, à des visites à l'étranger ainsi qu'à des voyages humanitaires, notamment dans des pays musulmans, posant en photographie avec des femmes et des enfants ou distribuant des cadeaux dans les quartiers défavorisés, jusqu'à éclipser médiatiquement les ministres qui l'accompagnent. Elle accorde en revanche très peu d'interviews.
Étant de tous les événements politiques de son mari,, en 2004, alors qu'elle devait initialement accompagner Recep Tayyip Erdoğan en visite en France, elle aurait finalement renoncé pour protester contre l'adoption de la loi sur les signes religieux dans les écoles publiques françaises. D'autres rumeurs indiquent que le président français Jacques Chirac aurait conseillé au chef de gouvernement turc de venir seul, afin de ne pas donner d'arguments aux opposants à l'entrée de la Turquie dans l'Union européenne, en raison du voile islamique de son épouse, qui cristallise les critiques, notamment en Turquie parmi les milieux laïques.

### Influence
On lui prête une certaine influence politique, notamment en ce qui concerne les prises de position rétrogrades du Premier ministre puis président turc : ainsi en 2004, elle supervise la liste des candidats AKP pour les élections municipales. La même année, elle aurait convaincu son époux de rendre l'adultère passible d’une peine de prison, après des demandes en ce sens de députées AKP (parti de la Justice et du Développement). La proposition fait un tollé et est finalement retirée,.
Des membres de l'opposition considèrent que, du fait de ses origines arabes et de son engagement pour le nationalisme palestinien, elle aurait influencé la politique étrangère de son époux sur le monde arabe. En revanche, d'autres personnes, même opposantes, ne pensent pas qu'elle exerce réellement une telle influence sur les grandes lignes de la politique étrangère turques et estiment plutôt qu'elle se contente d'intervenir sur les sujets liés aux œuvres de bienfaisance.

#### Critiques

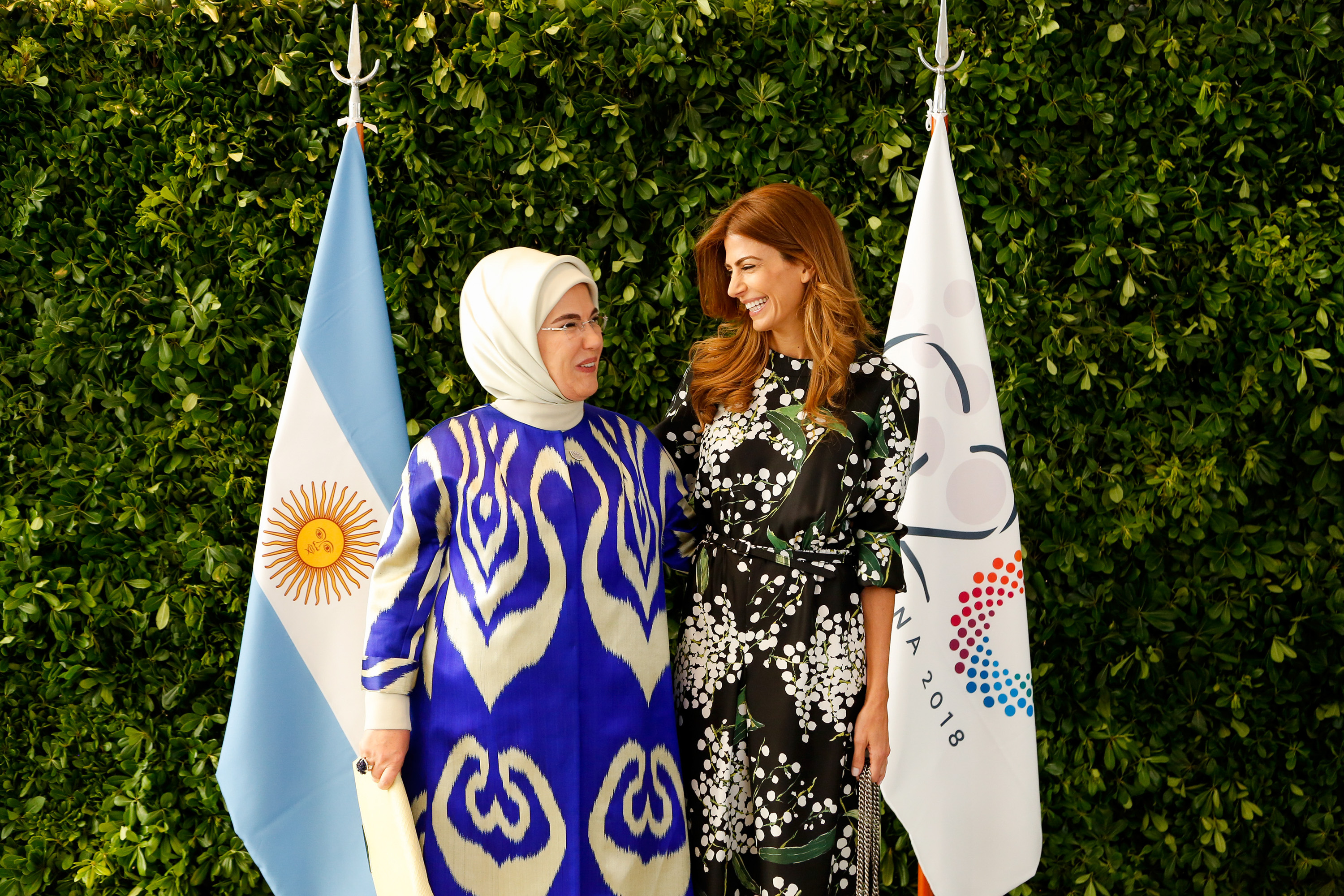
Ermine Erdoğan et la Première dame argentine Juliana Awada lors du G20 en 2018.

Pour la journaliste Mine G. Kırıkkanat, « elle se mêle absolument de tout ce qu'elle peut. Son mari la remet à sa place de temps en temps par des gestes sans équivoque. Elle hoche tout le temps la tête et énerve tout le monde avec ça ». La journaliste a par ailleurs été renvoyée pour avoir brossé un portrait satirique de la Première dame dans le journal turc Vatan et se voit même menacée de mort.
La présence d'Emine Erdoğan suscite parfois des critiques, comme celles du député d'opposition de gauche Kamer Genç qui, lors d'une réception à l'ambassade du Japon à Ankara en 2013, interpelle plusieurs fois la Première dame : « Quel titre vous permet de parler ainsi ? Vous n’avez aucune position dans le protocole d’État ! ».
Elle a également été critiquée pour son goût du luxe, notamment pour le thé blanc (qui peut coûter jusqu'à 1 800 € le kilo) ou pour avoir fait privatiser plusieurs magasins de l'avenue Louise, à Bruxelles, pendant une visite en 2015.
Selon Ali Kizancigil, politologue franco-turc et ancien correspondant du Monde à Ankara, Emine Erdogan cristallise la haine contre son mari : « En France comme en Turquie, il y a le machisme, la tradition patriarcale. Quand un homme commence à faire n'importe quoi, on a tendance à dire, "c'est sa bonne femme qui le pousse". […] C'est une espèce de rejet du système Erdoğan, elle (Emine) est prise dans la tempête en quelque sorte », note-t-il. Les critiques contre Emine Erdoğan sont en effet liées à celles contre son mari, dont l'autoritarisme est régulièrement mis en cause.

### Style vestimentaire
Son style vestimentaire est austère et moderne à la fois. Le journal Ouest-France note ainsi qu'elle porte par exemple une « jupe longue mais cintrée à la taille, chemisier serré jusqu’aux poignets mais chaussures à hauts talons » - la sociologue Nilüfer Göle estimant que cette mode n'est ni occidentale, ni « dans les habitudes des femmes anatoliennes ou musulmanes des années 1970 ».

## Prises de position

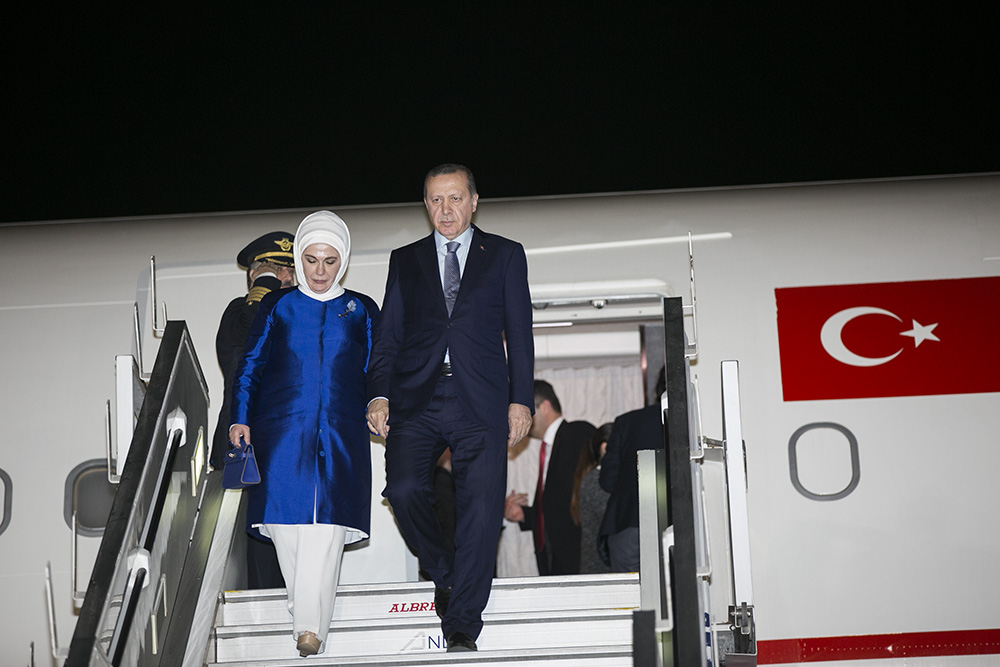
Emine et Recep Tayyip Erdoğan en visite en Équateur, le 3 février 2016.

Attachée aux valeurs familiales, « elle est toujours dans un discours conservateur associant la femme à une mère », estime la journaliste Mine G. Kırıkkanat. Elle n'incarne cependant pas elle-même la femme conservatrice cantonnée à la sphère du foyer, puisqu'elle intervient dans la vie publique et politique.
Elle soutient l'accession des femmes au monde des affaires. Elle a organisé une conférence internationale sur ce sujet avec les épouses de dirigeants de pays de la région.
Si elle n'est pas féministe, elle milite cependant pour l'intégration des femmes à la vie politique, souhaite que les femmes non voilées côtoient les voilées et critique les crimes d'honneur et le mariage des enfants,. Mine Kirikkanat lui reproche cependant de n'avoir jamais soutenu les femmes victimes de violences conjugales.
En avril 2016, elle déclare que « le harem était une école de la vie », suscitant de nombreuses critiques.